# Lindsay Burns
Lindsay Burns (* 6. Januar 1965 in Big Timber, Montana) ist eine ehemalige US-amerikanische Leichtgewichts-Ruderin.  
1987 gewann der amerikanische Leichtgewichts-Vierer ohne Steuerfrau mit Sandy Kendall, Lindsay Burns, Angela Herron und Mandy Kowal den Titel bei den Weltmeisterschaften in Kopenhagen. Drei Jahre später trat Burns zusammen mit Holly Brunkov im Leichtgewichts-Doppelzweier an und gewann Silber bei den Weltmeisterschaften  1990 hinter den Däninnen. 1991 in Wien erhielten Burns und Teresa Zarzeczny Silber hinter dem deutschen Boot. 1993 belegte Burns den vierten Platz im Leichtgewichts-Doppelzweier bei den Weltmeisterschaften auf dem Ruderkanal Račice. 1994 erkämpften Burns und Zarzeczny vor heimischem Publikum in Indianapolis Bronze bei den Weltmeisterschaften. Bei den Olympischen Spielen 1996 in Atlanta stand das Leichtgewichts-Rudern erstmals im olympischen Programm. Teresa Bell und Lindsay Burns gewannen sowohl ihren Vorlauf als auch ihr Halbfinale. Im Finale siegten die Rumäninnen Constanța Burcică und Camelia Macoviciuc mit fast zwei Sekunden Vorsprung auf die beiden Amerikanerinnen. 